# آن أيزنهاور
آن أيزنهاور (بالإنجليزية: Anne Eisenhower)‏ هي مصممة ديكور ‏ أمريكية، ولدت في 30 مايو 1949 في West Point, New York ‏ في الولايات المتحدة.